# Въндо Гьошев
Васил Георгиев Танов, известен като Въндо Гьошев, Въндо войвода, Стари Въндо и Бойната гордост на Мъгленско,, е български революционер, войвода на Вътрешната македоно-одринска революционна организация.

## Биография
Въндо Гьошев е роден през 1858 година в мъгленското Лесково, тогава в Османската империя. Присъединява се към ВМОРО още през 1893 година първо като куриер, а после става и като войвода. През 1894 година гони гръцкия владика от селото, като не му позволява да замени българския свещеник с грък. През 1898 година брат му Стоян е убит от подкупен от владиката човек. В отговор Въндо Гьошев и Ичко Бабянски убиват гъркоманина Стоян Челепиев
, баща на сетнешния андартски капитан Вънде Челепиев.
Подгонен от турските власти бяга в Енидже Вардар и с братовите си синове Гошко и Мичко се присъединява към върховистката четата на Иванчо Карасулията през 1902 година. След Илинденско-преображенското въстание се сприятелява с Апостол Петков и през 1904 година прави четник собствения си син Георги Въндев. Определен е за районен войвода в Сланицата и защитава западния дял на Ениджевардарското езеро срещу селата Кариотица, Голо село, Призна, Плугар, Пласна.

През 1908 година след Хуриета за кратко става легален, но година по-късно пак обикаля Ениджевардарско, Гумендженско, Гевгелийско и Съботско. Агитира избягали войводи да се завърнат в Македония и дава сражения в планините Кожух и Паяк. През зимата се изтегля в България и повторно навлиза в Македония през 1910 година, заедно с войводите Христо Чернопеев, Апостол Петков и Ичко Димитров – Гюпчето.
При избухването на Балканската война в 1912 година Въндо Танев влиза в Македоно-одринското опълчение в Първа отделна партизанска рота. При село Крива на 9 октомври 1912 година разбива турски аскер, а на 19 октомври подпомага гръцката армия и освобождава Енидже Вардар. На 15 декември Въндо Гьошев и синът му са арестувани и осъдени на смърт. Затворени са в Еди куле, откъдето Георги успява да избяга, а войводата Въндо е бит, оставен на глад, тровен и накрая убит през 1917 година.
Македонското благотворително братство в Свети Влас, функционирало между 1925 и 1934 година, носи името на Въндо Гьошев.

## Друга литература
- Младеновъ, Кирилъ. Областьта Мегленъ въ Македония. Историко-етнографски прегледъ и народностни борби.   София, 1936. с. 41-42, 48-56.
- Националноосвободителното движение на македонските и тракийските българи 1878-1944, Т. III, София, 1997, с. 343 и сл.;
- Йонов, М. Жалби и съдба на българите в Македония през Балканските войни, 1912-1913 г., София, 1998, с. 78-79, 238-239;
- Въндева, Надежда. 100 години ВМОРО, Историческа справка, 20 ноември 1993;
- Баща и син войводи, вестник „Македония“, бр. 45, 15 ноември 1994, с. 9.
- Въндева, Надежда. Баща и син – войводи в Македония. Благоевград, 2017, 170 стр.